# Downblouse

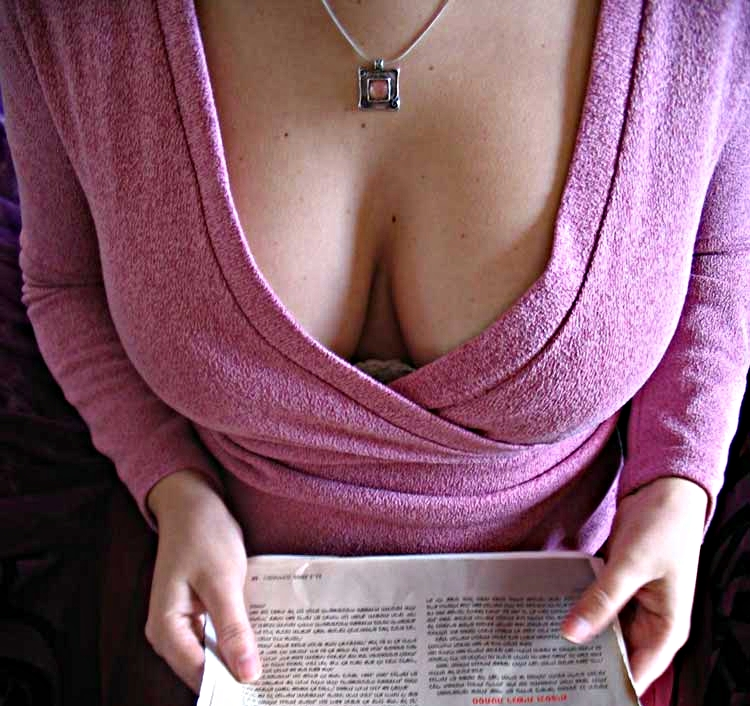
Vue plongeante sur un décolleté.

Le Downblouse (anglicisme  littéralement regarder « le chemisier vers le bas »)  est une forme de fétichisme sexuel ou de voyeurisme comprenant le fait de regarder avec une vue plongeante une tenue afin de voir les seins d'une femme. Il peut prendre la forme de photographies plongeantes non autorisées d'un décolleté de robe, chemisier ou autre vêtement d'une femme, afin de capter une image de ses seins ou du sillon intermammaire. 
La pratique est considérée comme une forme de fétichisme sexuel ou voyeurisme et est de nature similaire au upskirting (photographie prise sous la jupe). Avec les progrès de la photographie numérique, tels que les photophones (téléphone qui prend des photos), prendre en cachette une photographie du sillon intermammaire est devenu populaire et certains sites sont dédiés à de telles photos,. Un certain nombre d’États notamment allemand, américain et australien ont des lois spécifiques qui interdisent de telles photographies,.